# Емгерст (Огайо)
Емгерст (англ. Amherst) — місто (англ. city) в США, в окрузі Лорейн штату Огайо. Населення — 12 681 особа (2020).

## Географія
Емгерст розташований за координатами 41°24′19″ пн. ш. 82°13′54″ зх. д. / 41.40528° пн. ш. 82.23167° зх. д. (41.405329, -82.231725).  За даними Бюро перепису населення США в 2010 році місто мало площу 18,44 км², з яких 18,29 км² — суходіл та 0,15 км² — водойми.

### Клімат
| Клімат : Емгерст      | Клімат : Емгерст | Клімат : Емгерст | Клімат : Емгерст | Клімат : Емгерст | Клімат : Емгерст | Клімат : Емгерст | Клімат : Емгерст | Клімат : Емгерст | Клімат : Емгерст | Клімат : Емгерст | Клімат : Емгерст | Клімат : Емгерст | Клімат : Емгерст |
| Показник              | Січ.             | Лют.             | Бер.             | Квіт.            | Трав.            | Черв.            | Лип.             | Серп.            | Вер.             | Жовт.            | Лист.            | Груд.            | Рік              |
| Середній максимум, °C | 1,1              | 2,2              | 8,3              | 14,4             | 20,6             | 26,7             | 28,9             | 27,2             | 23,9             | 18,3             | 11,1             | 3,9              | 15,6             |
| Середній мінімум, °C  | −7,2             | −6,1             | −2,2             | 3,9              | 8,9              | 14,4             | 16,7             | 16,1             | 12,8             | 7,2              | 2,8              | −3,9             | 5,3              |
| --------------------- | ---------------- | ---------------- | ---------------- | ---------------- | ---------------- | ---------------- | ---------------- | ---------------- | ---------------- | ---------------- | ---------------- | ---------------- | ---------------- |
| Джерело:              |                  |                  |                  |                  |                  |                  |                  |                  |                  |                  |                  |                  |                  |

## Демографія
Згідно з переписом 2010 року, у місті мешкала 12 021 особа в 4772 домогосподарствах у складі 3463 родин. Густота населення становила 652 особи/км².  Було 5031 помешкання (273/км²).
Расовий склад населення:
| - 95,7 % — білих - 0,7 % — чорних або афроамериканців - 0,7 % — азіатів - 0,2 % — корінних американців - 1,0 % — осіб інших рас |

До двох чи більше рас належало 1,7 %. Частка іспаномовних становила 5,3 % від усіх жителів.
За віковим діапазоном населення розподілялося таким чином: 22,1 % — особи молодші 18 років, 60,1 % — особи у віці 18—64 років, 17,8 % — особи у віці 65 років та старші. Медіана віку мешканця становила 45,0 року. На 100 осіб жіночої статі у місті припадало 93,4 чоловіків;  на 100 жінок у віці від 18 років та старших — 91,1 чоловіків також старших 18 років.
Середній дохід на одне домашнє господарство  становив 73 817 доларів США (медіана — 63 354), а середній дохід на одну сім'ю — 83 417 доларів (медіана — 73 153). Медіана доходів становила 60 397 доларів для чоловіків та 32 444 долари для жінок. За межею бідності перебувало 8,0 % осіб, у тому числі 18,3 % дітей у віці до 18 років та 3,3 % осіб у віці 65 років та старших.
Цивільне працевлаштоване населення становило 6023 особи. Основні галузі зайнятості: освіта, охорона здоров'я та соціальна допомога — 24,9 %, виробництво — 14,3 %, роздрібна торгівля — 12,6 %, мистецтво, розваги та відпочинок — 11,5 %.